# Grande Prêmio de Mônaco de 1996
Resultados do Grande Prêmio de Mônaco de Fórmula 1 realizado em Montecarlo em 19 de maio de 1996. Sexta etapa da temporada, nele o francês Olivier Panis conseguiu tanto a única vitória de sua carreira quanto o último triunfo da Ligier e o primeiro da fabricante de motores Mugen/Honda na Fórmula 1. Também subiram ao pódio David Coulthard, da McLaren-Mercedes, e Johnny Herbert, da Sauber-Ford.
Esta foi a última vitória de um piloto francês na categoria até 2020, quando ocorreu a vitória de Pierre Gasly no Grande Prêmio da Itália.

## Resumo da prova

### Treino oficial
Por conta de uma ameaça de chuva os pilotos ocuparam as ruas de Circuito de Montecarlo desde os primeiros instantes e nisso Damon Hill assinalou o melhor tempo, entrementes sua marca foi superada por sete pilotos diferentes até Michael Schumacher estabelecer a melhor marca. Superando o alemão da Ferrari algum tempo depois, Hill viu suas esperanças de sair na posição de honra caírem por terra quando Schumacher marcou o melhor tempo nos instantes finais do treino. Foi a segunda pole consecutiva do germânico este ano, sua segunda em Mônaco e a primeira da Ferrari no principado desde o ano de 1979 com o sul-africano Jody Scheckter.

### Corrida
David Coulthard correu usando um capacete emprestado por Michael Schumacher, pois o capacete do britânico estava embaçado.
Com a pista ainda molhada, os pilotos partiram rumo à corrida e combinação entre a água e as ruas estreitas do principado resultou num cenário inacreditável, pois se na largada Hill assumiu a liderança, em menos de uma volta cinco pilotos saíram da disputa por conta de acidentes, dentre eles Michael Schumacher e Rubens Barrichello. Cinco voltas depois o Brasil ficou sem representantes com as saídas de Pedro Paulo Diniz e Ricardo Rosset que fizeram companhia ao japonês Ukyo Katayama.
Damon Hill, Jean Alesi e Gerhard Berger tinham as melhores posições enquanto o ritmo lento de Eddie Irvine formou uma fila onde os pilotos andavam próximos. Vítima do câmbio no momento que foi aos boxes, Berger não retornou à corrida e assim as posições seguintes foram entregues a Irvine, Frentzen, Coulthard e Villeneuve. A perseguição ao norte-irlandês foi tamanha que Frentzen perdeu o bico do carro ao chocar-se com a Ferrari, foi superado pelos rivais e deu a Mika Salo a sexta posição.
Como a pista secou com o passar do tempo, os pilotos foram obrigados a usar os pneus slick e com isso Alesi assumiu a liderança quando Hill foi aos boxes na volta vinte e oito, mas tal era o rompante do inglês que Hill o ultrapassou antes que o francês da Benetton fosse ao pit lane. Uma outra batalha aconteceu entre Panis e Irvine quando o francês ascendeu ao terceiro posto e deixou o piloto da Ferrari pelo caminho. Modorrenta, a prova monegasca ganhou novo alento quando o motor de Hill estourou na quadragésima volta e assim os franceses Alesi e Panis assumiram o comando de um espetáculo onde restavam apenas dez carros. Favorecido por uma vantagem de quase meio minuto, Alesi voltou onze segundos adiante de Panis ao fazer seu derradeiro pit stop, mas infelizmente uma demora no pit lane tirou de Alesi a chance de vitória ao derrubá-lo para o sétimo lugar prenunciando uma desistência que viria na forma de uma suspensão defeituosa. Novo líder da prova, Panis estava três segundos adiante de Coulthard com o escocês a frente de Herbert. Atrás dos líderes, uma trapalhada do retardatário Luca Badoer custou o quarto lugar de Jacques Villeneuve, tocado de maneira bisonha pelo piloto da Forti na volta sessenta e oito decretando assim o primeiro abandono duplo da Williams desde o Grande Prêmio do Japão de 1995.
Na septuagésima volta houve um lance inacreditável: duas voltas atrasado em relação ao líder, Olivier Panis, o carro de Irvine rodou e foi atingido por Mika Salo e Mika Häkkinen, mas como a dupla finlandesa percorreu o equivalente a 90% das voltas, foram classificados, respectivamente, em quarto e quinto lugar.
Por causa de tantos acidentes e incidentes, a corrida foi encerrada sob fina garoa e com o asfalto escorregadio dentro do limite de duas horas previsto no regulamento, razão pela qual foram totalizadas setenta e cinco voltas das setenta e oito previstas originalmente e ao final desta maratona Olivier Panis venceu com David Coulthard em segundo e Johnny Herbert em terceiro. O alemão Heinz-Harald Frentzen assegurou o quarto lugar a uma volta do vencedor.
Foi a primeira vitória da Ligier desde Jacques Laffite no Grande Prêmio do Canadá de 1981 e a nona vitória francesa em quarenta e três edições do Grande Prêmio de Mônaco válidas pelo mundial de Fórmula 1, sem mencionar que a Mugen venceu pela primeira vez como fornecedora de motores embora tenha certas ligações com a Honda.

## Classificação da prova

### Treino oficial
| Pos.                      | Nº | Piloto                | Construtor         | Tempo    | Diferença |
| ------------------------- | -- | --------------------- | ------------------ | -------- | --------- |
| 1                         | 1  | Michael Schumacher    | Ferrari            | 1:20.356 |           |
| 2                         | 5  | Damon Hill            | Williams-Renault   | 1:20.866 | + 0.510   |
| 3                         | 3  | Jean Alesi            | Benetton-Renault   | 1:20.918 | + 0.562   |
| 4                         | 4  | Gerhard Berger        | Benetton-Renault   | 1:21.067 | + 0.711   |
| 5                         | 8  | David Coulthard       | McLaren-Mercedes   | 1:21.460 | + 1.104   |
| 6                         | 11 | Rubens Barrichello    | Jordan-Peugeot     | 1:21.504 | + 1.148   |
| 7                         | 2  | Eddie Irvine          | Ferrari            | 1:21.542 | + 1.186   |
| 8                         | 7  | Mika Häkkinen         | McLaren-Mercedes   | 1:21.688 | + 1.332   |
| 9                         | 15 | Heinz-Harald Frentzen | Sauber-Ford        | 1:21.929 | + 1.573   |
| 10                        | 6  | Jacques Villeneuve    | Williams-Renault   | 1:21.963 | + 1.607   |
| 11                        | 19 | Mika Salo             | Tyrrell-Yamaha     | 1:22.235 | + 1.879   |
| 12                        | 17 | Jos Verstappen        | Footwork-Hart      | 1:22.327 | + 1.971   |
| 13                        | 14 | Johnny Herbert        | Sauber-Ford        | 1:22.346 | + 1.990   |
| 14                        | 9  | Olivier Panis         | Ligier-Mugen/Honda | 1:22.358 | + 2.002   |
| 15                        | 18 | Ukyo Katayama         | Tyrrell-Yamaha     | 1:22.460 | + 2.104   |
| 16                        | 12 | Martin Brundle        | Jordan-Peugeot     | 1:22.519 | + 2.163   |
| 17                        | 10 | Pedro Paulo Diniz     | Ligier-Mugen/Honda | 1:22.682 | + 2.326   |
| 18                        | 21 | Giancarlo Fisichella  | Minardi-Ford       | 1:22.684 | + 2.328   |
| 19                        | 20 | Pedro Lamy            | Minardi-Ford       | 1:23.350 | + 2.994   |
| 20                        | 16 | Ricardo Rosset        | Footwork-Hart      | 1:24.976 | + 4.620   |
| 21                        | 22 | Luca Badoer           | Forti-Ford         | 1:25.059 | + 4.703   |
| 22                        | 23 | Andrea Montermini     | Forti-Ford         | 1:25.393 | + 5.037   |
| Limite dos 107%: 1:25.981 |    |                       |                    |          |           |
| Fonte:                    |    |                       |                    |          |           |

### Corrida
| Pos.   | Nº | Piloto                | Construtor         | Voltas | Tempo/Diferença      | Grid | Pontos |
| ------ | -- | --------------------- | ------------------ | ------ | -------------------- | ---- | ------ |
| 1      | 9  | Olivier Panis         | Ligier-Mugen/Honda | 75     | 2:00:45.629          | 14   | 10     |
| 2      | 8  | David Coulthard       | McLaren-Mercedes   | 75     | + 4.828              | 5    | 6      |
| 3      | 14 | Johnny Herbert        | Sauber-Ford        | 75     | + 37.503             | 13   | 4      |
| 4      | 15 | Heinz-Harald Frentzen | Sauber-Ford        | 74     | Recolheu-se aos pits | 9    | 3      |
| 5      | 19 | Mika Salo             | Tyrrell-Yamaha     | 70     | Colisão              | 11   | 2      |
| 6      | 7  | Mika Häkkinen         | McLaren-Mercedes   | 70     | Colisão              | 8    | 1      |
| 7      | 2  | Eddie Irvine          | Ferrari            | 70     | Colisão              | 7    |        |
| Ret    | 6  | Jacques Villeneuve    | Williams-Renault   | 68     | Colisão              | 10   |        |
| Ret    | 22 | Luca Badoer           | Forti-Ford         | 68     | Colisão              | 21   |        |
| Ret    | 3  | Jean Alesi            | Benetton-Renault   | 60     | Suspensão            | 3    |        |
| Ret    | 5  | Damon Hill            | Williams-Renault   | 40     | Motor                | 2    |        |
| Ret    | 12 | Martin Brundle        | Jordan-Peugeot     | 30     | Spun off             | 16   |        |
| Ret    | 4  | Gerhard Berger        | Benetton-Renault   | 9      | Câmbio               | 4    |        |
| Ret    | 10 | Pedro Paulo Diniz     | Ligier-Mugen/Honda | 5      | Transmissão          | 17   |        |
| Ret    | 16 | Ricardo Rosset        | Footwork-Hart      | 3      | Spun off             | 20   |        |
| Ret    | 18 | Ukyo Katayama         | Tyrrell-Yamaha     | 2      | Spun off             | 15   |        |
| Ret    | 1  | Michael Schumacher    | Ferrari            | 0      | Acidente             | 1    |        |
| Ret    | 11 | Rubens Barrichello    | Jordan-Peugeot     | 0      | Spun off             | 6    |        |
| Ret    | 20 | Pedro Lamy            | Minardi-Ford       | 0      | Colisão              | 19   |        |
| Ret    | 21 | Giancarlo Fisichella  | Minardi-Ford       | 0      | Colisão              | 18   |        |
| Ret    | 17 | Jos Verstappen        | Footwork-Hart      | 0      | Acidente             | 12   |        |
| DNS    | 23 | Andrea Montermini     | Forti-Ford         |        | Batida no warm-up    | 22   |        |
| Fonte: |    |                       |                    |        |                      |      |        |

## Tabela do campeonato após a corrida
| Pos. | Piloto             | Pontos |
| ---- | ------------------ | ------ |
| 1    | Damon Hill         | 43     |
| 2    | Jacques Villeneuve | 22     |
| 3    | Michael Schumacher | 16     |
| 4    | Olivier Panis      | 11     |
| 5    | Jean Alesi         | 11     |

| Pos. | Construtor         | Pontos |
| ---- | ------------------ | ------ |
| 1    | Williams-Renault   | 65     |
| 2    | Ferrari            | 25     |
| 3    | Benetton-Renault   | 18     |
| 4    | McLaren-Mercedes   | 16     |
| 5    | Ligier-Mugen/Honda | 11     |

- Nota: Somente as primeiras cinco posições estão listadas.